# Dominique Dupont-Roc
Dominique Dupont-Roc (* 26. September 1963 in Sallanches) ist ein französischer Curler. 
Sein internationales Debüt hatte Dupont-Roc im Jahr 1981 bei der Curling-Juniorenweltmeisterschaft in Megève; er blieb aber ohne Medaille. 
Dupont-Roc spielte für Frankreich bei den Olympischen Winterspielen 2002 in Salt Lake City als Skip. Die Mannschaft schloss das Turnier auf dem fünften Platz ab. 